# 1160 (szám)
Az 1160 (római számmal: MCLX) az 1159 és 1161 között található természetes szám.

## A szám a matematikában
A tízes számrendszerbeli 1160-as a kettes számrendszerben 10010001000, a nyolcas számrendszerben 2210, a tizenhatos számrendszerben 488 alakban írható fel.
Az 1160 páros szám, összetett szám. Kanonikus alakja 23 · 51 · 291, normálalakban az 1,16 · 103 szorzattal írható fel. Tizenhat osztója van a természetes számok halmazán, ezek növekvő sorrendben: 1, 2, 4, 5, 8, 10, 20, 29, 40, 58, 116, 145, 232, 290, 580 és 1160.
Nonkotóciens szám.
Az 1160 érinthetetlen szám: nem áll elő pozitív egész számok valódiosztó-összegeként..

## Csillagászat
- 1160 Illyria kisbolygó